# Pitis (metropolitana di Madrid)
Pitis è una stazione della linea 7 della metropolitana di Madrid, di cui rappresenta il capolinea settentrionale.

## Storia
La stazione della metropolitana fu inaugurata il 29 marzo 1999, nell'ambito del prolungamento della linea da Valdezarza, nei pressi di una stazione ferroviaria che esisteva già ma che era caduta in disuso negli anni novanta.

## Strutture e impianti
Si trova sotto all'incrocio tra la Calle Manuel Casares e la Calle Gloria Fuertes, nel distretto di Fuencarral-El Pardo. Attualmente non esistono edifici in prossimità della stazione, ma esiste un progetto urbanistico che prevede la costruzione di edifici nella zona.

## Interscambi
La fermata costituisce un interscambio con la stazione di Pitis, servito dai treni delle linee C-3a, C-7 e C-8 della rete di Cercanías di Madrid.
Nelle vicinanze della stazione effettuano fermata alcune linee urbane automobilistiche, gestite da EMT Madrid.
- Stazione ferroviaria (Pitis)
- Fermata autobus